# Sexta (litúrgia)
Sexta és una hora canònica, hora menor de l'ofici diví o litúrgia de les hores de l'Església, corresponent a l'hora romana homònima.
Consisteix fonamentalment en el prec de diversos salms i té lloc al voltant del migdia. El nom procedeix del llatí i es refereix a la sisena hora després de l'alba. Amb Tercia, Nona i Completes forma part de les anomenades 'hores menors'.